# Willingshausen
Willingshausen est une municipalité allemande située dans l'arrondissement de Schwalm-Eder et dans le land de la Hesse. Elle se trouve au sud de la ville de Schwalmstadt.
La municipalité comporte neuf ortsteil : Gungelshausen, Leimbach, Loshausen, Merzhausen, Ransbach, Steina, Wasenberg, Willingshausen et Zella.